# Drosera madagascariensis
Drosera madagascariensis is een overblijvende, vleesetende plant uit de zonnedauwfamilie (Droseraceae). De soort is inheems in Afrika en komt voor van de tropen tot Zuid-Afrika, inclusief Madagaskar. De plant groeit in moerassen en laagveen.

## Beschrijving
Drosera madagascariensis bezit een stevige, duidelijk zichtbare stengel, die aanvankelijk rechtop staat. Op latere leeftijd  wordt de plant een kruipplant of verankeren haar bladeren zich aan de omringende vegetatie. Zo kan ze een hoogte van 25 centimeter bereiken. Het wortelstelsel is relatief weinig ontwikkeld. Het dient voornamelijk als verankering en zorgt voor de opname van water uit de grond. De plant haalt stikstof en fosfor uit prooidieren, die zij met haar bladeren vangt.
De carnivore bladeren staan in een afwisselende bladstand. Elk blad bestaat uit een 15 tot 30 millimeter lange bladsteel en een spatelvormige bladschijf van 10 tot 15 millimeter lang en 7 millimeter breed. Jonge bladeren ontwikkelen zich rond het groeipunt van de plant. De onderzijde van de stengel is bedekt met uitgedroogde restanten van de oudere bladeren. 

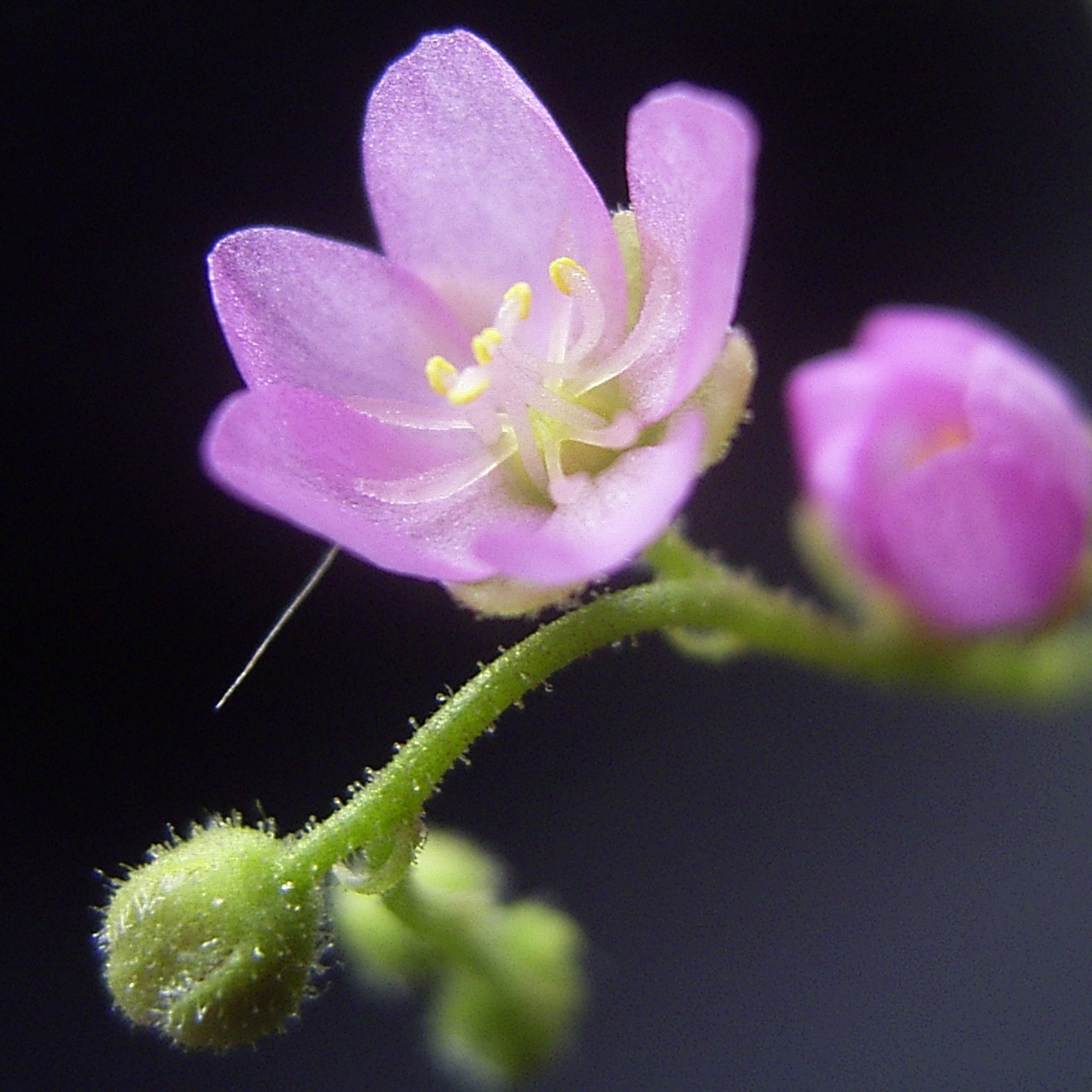
Bloem D. madagascariensis

De plant vormt een of twee licht behaarde bloeiwijzen. Deze zijn 40 centimeter lang en dragen vier tot twaalf bloemen aan 2 tot 5 millimeter lange bloeistengels. De kelkbladeren zijn ovaal en licht behaard. De roze, eivormige kroonbladeren zijn 6 tot 12 millimeter lang en 4 tot 6 millimeter breed. De zaadcapsules zijn dehiscente doosvruchten met elk een groot aantal zaden van maximaal 0,6 millimeter lang.
... · 
D. anglica (lange zonnedauw) · 
D. capensis (Kaapse zonnedauw) · 
D. intermedia (kleine zonnedauw) · 
D. madagascariensis · D. peltata · 
D. rotundifolia (ronde zonnedauw) · 
....